# Pékin Express : La Route de l'Himalaya
Pékin Express : La Route de l'Himalaya est la 2e édition de Pékin Express diffusée sur M6 entre le 20 mars et le 22 mai 2007 et présentée par Stéphane Rotenberg. L'émission était diffusée pour la 1re année en première partie de soirée tous les mardis à 20 h 50. Elle a également été diffusée en Belgique sur Plug RTL.
Cette saison se situe, comme pour la 1re, en Asie puisque les 22 candidats (11 équipes de 2 personnes) ont dû partir de Pékin en Chine pour rejoindre Bombay en Inde, en passant par le Népal en 45 jours (12 étapes) avec 1 euro par jour et par personne afin de tenter de gagner jusqu'à 100 000 €.

## Les candidats et les résultats
Les équipes suivantes ont participé à cette édition de Pékin Express, avec leur relation au temps du tournage. Les pays affichés sous forme de drapeau sous les différentes étapes sont ceux dans lesquels celle-ci s'est déroulée. À noter que ce tableau ne reflète pas nécessairement tout le contenu diffusé à la télévision en raison de l'inclusion ou de l'exclusion de certaines données. Le classement est énuméré en ordre d'arrivé :
|     | Équipes               | Âges    | Relations     | Classement (par étape) | Classement (par étape) | Classement (par étape) | Classement (par étape) | Classement (par étape) | Classement (par étape) | Classement (par étape) | Classement (par étape) | Classement (par étape) | Classement (par étape) | Classement (par étape) | Classement (par étape) | Moyennes des résultats |
| 1   | Équipes               | Âges    | Relations     | 2                      | 3                      | 4                      | 5                      | 6                      | 7                      | 8                      | 9                      | 10                     | 11                     | 12                     |                        | Moyennes des résultats |
| --- | --------------------- | ------- | ------------- | ---------------------- | ---------------------- | ---------------------- | ---------------------- | ---------------------- | ---------------------- | ---------------------- | ---------------------- | ---------------------- | ---------------------- | ---------------------- | ---------------------- | ---------------------- |
| 1re | Nadine et Sylvie      | 43 / 39 | Cousines      | 1er                    | 7e                     | 7e                     | 1er                    | 2e                     | HC                     | 2e                     | 2e                     | 4e                     | 1er                    | 2e                     | 1er                    | 2,50                   |
| 2e  | Rosalyne et Candice   | 25 / 25 | Amies         | 4e                     | 3e                     | 5e                     | 4e                     | 8e                     | 1er                    | 1er                    | 3e                     | 1er                    | 2e                     | 1er                    | 2e                     | 2,91                   |
| 3e  | Nelly et Fabien       | 28 / 22 | Frère et sœur | 8e                     | 4e                     | 2e                     | 6e                     | 5e                     | 4e                     | 3e                     | 5e                     | 2e                     | 3e                     | 3e                     |                        | 4,09                   |
| 4e  | Thomas et Élie        | 20 / 21 | Amis          | 2e                     | 2e                     | 3e                     | 7e                     | 4e                     | 3e                     | 6e                     | 4e                     | 3e                     |                        |                        |                        | 3,77                   |
| 5e  | Geoffroy et Denis     | 30 / 40 | Amis          |                        |                        | 1er                    | 8e                     | 1er                    | HC                     | 4e                     | 1er                    |                        |                        |                        |                        | 2,50                   |
| 6e  | Tibert et Nicole      | 63 / 59 | Amoureux      | 5e                     | 6e                     | 8e                     | 2e                     | 6e                     | 2e                     | 5e                     |                        |                        |                        |                        |                        | 4,87                   |
| 7e  | Guillaume et Nathalie | 30 / 38 | Inconnus      | 3e                     | 5e                     | 6e                     | 3e                     | 3e                     | 5e                     |                        |                        |                        |                        |                        |                        | 4,00                   |
| 8e  | Monique et Séfora     | 57 / 18 | Mère et fille | 7e                     | 8e                     | 4e                     | 5e                     | 7e                     |                        |                        |                        |                        |                        |                        |                        | 6,33                   |
| 9e  | Émilie et Sébastien   | 24 / 32 | Amoureux      | 6e                     | 1er                    | 9e                     |                        |                        |                        |                        |                        |                        |                        |                        |                        | 5,33                   |
| 10e | Cécilie et Georges    | 28 / 69 | Père et fille | 9e                     | 9e                     |                        |                        |                        |                        |                        |                        |                        |                        |                        |                        | 9,00                   |
| 11e | Mehdy et Laurent      | 31 / 26 | Amis          | 10e                    |                        |                        |                        |                        |                        |                        |                        |                        |                        |                        |                        | 10,00                  |

- Un résultat en rouge signifie que cette équipe a été éliminée, alors qu'en rouge souligné signifie qu'elle a abandonné.
- Un résultat en bleu souligné signifie que cette équipe est arrivée dernière à une étape non-éliminatoire, et a dû avoir un handicap à l'étape suivante, alors qu'en bleu signifie qu'elle a été éliminée à la fin de cette étape mais a réintégré la course à l'étape suivante.
- Un résultat en vert signifie que cette équipe a remporté l'immunité.
- Un résultat en vert italique signifie qu'une équipe a remporté l'immunité et qu'elle a été dispensée du reste de l'étape.
- Un résultat HC orange signifie que cette équipe a remporté le bonus de cette étape, et était donc hors classement à la fin de cette étape.
- Un résultat en violet signifie que cette équipe avait le drapeau rouge.

Notes
- À 18 ans, Sefora est la benjamine de cette saison et la plus jeune candidate ayant participé à Pékin Express toutes saisons confondues, tandis qu'à 69 ans Georges est le doyen de cette saison.
- Pendant la deuxième étape, Cécilie et Georges abandonnent pour raison médicale sauvant ainsi les derniers candidats de cette étape. Mais l'étape étant non éliminatoire, ils sont remplacés par des nouveaux candidats pour l'étape suivante : Geoffroy et Denis.
- Pour la deuxième étape, le classement des équipes arrivés entre la 2e et la 6e position n'a pas été dévoilé dans l'émission.
- Thomas et Élie étant arrivés derniers lors de la 4e étape, qui s'avéra être non-éliminatoire. Ceux-ci écopent lors de l'étape suivante, d'un handicap : un bocal avec un poisson, et une contrainte supplémentaire, celle d'arriver sur la ligne d'arrivée à Longsheng, avec quatre poissons supplémentaires.
- Une fois l'étape 8 terminée, Geoffroy et Denis abandonnent pour raison médicale et sont remplacés par les candidats éliminés lors de cette étape : Thomas et Élie.
- Lors de la 10e étape, Nelly et Fabien sont arrivés les derniers à Palanpur mais cette étape étant non-éliminatoire. Ils poursuivent alors l'aventure, et écopent d'un handicap pour l'étape prochaine, qui n'est autre qu'un sac de coton de 20 kg.

### Les remises d'amulettes
| Équipes               | Étapes | Étapes | Étapes | Étapes | Étapes | Étapes | Étapes | Étapes | Étapes | Étapes | Étapes | Étape 12       | Étape 12       | Total        | Total          | Gain potentiel |
| Équipes               | 1      | 2      | 3      | 4      | 5      | 6      | 7      | 8      | 9      | 10     | 11     | 1er épreuve    | 2e épreuve     | Amulette     | Extra-Amulette | Gain potentiel |
| --------------------- | ------ | ------ | ------ | ------ | ------ | ------ | ------ | ------ | ------ | ------ | ------ | -------------- | -------------- | ------------ | -------------- | -------------- |
| Nadine et Sylvie      | A      | x      | x      | A      | x      | x      | x      | A (3)  | x      | A      | x      | Extra-Amulette | x              | 6 (42 000 €) | 1 (10 000 €)   | 52 000 €       |
| Rosalyne et Candice   | x      | x      | x      | x      | x      | x      | A      | A (1)  | A      | x      | A - A  | x              | Extra-Amulette | 4 (28 000 €) | 2 (20 000 €)   | 48 000 €       |
| Nelly et Fabien       | x      | x      | x      | x      | x      | x      | x      | x      | x      | x      | X      |                |                | 0 (0 €)      | 0 (0 €)        | 0 € (Éliminé)  |
| Thomas et Élie        | x      | x      | x      | x      | x      | x      | A (1)  | X      | X      |        |        |                |                | 1 (7 000 €)  |                | 0 € (Éliminé)  |
| Geoffroy et Denis     |        |        | A      | x      | A      | x      | x      | A X    |        |        |        |                |                | 3 (21 000 €) |                | 0 € (Abandon)  |
| Tibert et Nicole      | x      | x      | A (1)  | x      | x      | x      | X      |        |        |        |        |                |                | 1 (7 000 €)  |                | 0 € (Éliminé)  |
| Guillaume et Nathalie | x      | x      | x      | x      | x      | X      |        |        |        |        |        |                |                | 0 (0 €)      |                | 0 € (Éliminé)  |
| Monique et Séfora     | x      | x      | x      | x      | X      |        |        |        |        |        |        |                |                | 0 (0 €)      |                | 0 € (Éliminé)  |
| Émilie et Sébastien   | x      | A      | X      |        |        |        |        |        |        |        |        |                |                | 1 (7 000 €)  |                | 0 € (Éliminé)  |
| Cécilie et Georges    | x      | X      |        |        |        |        |        |        |        |        |        |                |                | 0 (0 €)      |                | 0 € (Abandon)  |
| Medhy et Laurent      | X      |        |        |        |        |        |        |        |        |        |        |                |                | 0 (0 €)      |                | 0 € (Éliminé)  |

- Un A gris correspond à une amulette de fin d'étape (7 000 €).
- Un A rouge correspond à une extra-amulette (10 000 €).
- Un A vert correspond aux amulettes récupérées par des candidats après l'élimination ou l'abandon d'une équipe (Ce A sera suivi d'un chiffre, correspondant au nombre d'amulettes reçues)
- Un X rouge signifie que l'équipe a été éliminée durant cette étape. (Thomas et Élie ont été éliminées lors de l'étape 8, ils ont remis leur seule amulette à Rosalyne et Candice, mais ont réintégré la course à la suite du départ de Geoffroy et Denis juste avant le départ de l'étape 9, ils ont donc perdu leur amulette).

### Les gagnantes
La finale a vu s'opposer 2 équipes 100 % féminines : Nadine et Sylvie (cousines) et Rosalyne et Candice (amies). Mais finalement ce sont Nadine et Sylvie (cousines) qui ont gagné la 2e saison de Pékin Express. Elles ont gagné la somme de 52 000 € correspondant à 6 amulettes de 7 000 € et 1 extra-amulette de 10 000 €.

### Les bonus de l'aventure
| Bonus                                              | Étape   | Pays  | Équipe                                                     |
| -------------------------------------------------- | ------- | ----- | ---------------------------------------------------------- |
| Repos dans un hôtel de luxe et visite de Hong Kong | Étape 6 | Chine | Geoffroy et Denis / Nadine et Sylvie / Rosalyne et Candice |
| Survol de L'Himalaya                               | Étape 7 | Népal | Nadine et Sylvie/Thomas et Élie                            |
| Visite du Taj Mahal                                | Étape 9 | Inde  | Rosalyne et Candice                                        |

## Les kilomètres
| Étape | Pays        | Départ                | Arrivée               | Distance |
| ----- | ----------- | --------------------- | --------------------- | -------- |
| 1     | Chine       | Pékin                 | Xibaipo               | 360 km   |
| 2     | Chine       | Xibaipo               | Xi'An                 | 720 km   |
| T     | Chine       | Xi'An - Wanyuan       | Xi'An - Wanyuan       | 360 km   |
| 3     | Chine       | Wanyuan               | Yichang               | 650 km   |
| 4     | Chine       | Yichang               | Longsheng             | 750 km   |
| 5     | Chine       | Longsheng             | Canton                | 570 km   |
| T     | Chine       | Canton - Hong Kong    | Canton - Hong Kong    | 150 km   |
| 6     | Chine       | Hong Kong             | Hong Kong             | 100 km   |
| T     | Chine Népal | Hong Kong - Katmandou | Hong Kong - Katmandou | 260 km   |
| 7     | Népal       | Katmandou             | Lumbini               | 280 km   |
| T     | Népal Inde  | Lumbini - Gorakhpur   | Lumbini - Gorakhpur   | 150 km   |
| 8     | Inde        | Gorakhpur             | Khajuraho             | 620 km   |
| 9     | Inde        | Khajuraho             | Jaipur                | 660 km   |
| T     | Inde        | Jaipur - Jaisalmer    | Jaipur - Jaisalmer    | 560 km   |
| 10    | Inde        | Jaisalmer             | Palanpur              | 420 km   |
| 11    | Inde        | Palanpur              | Vadodara              | 380 km   |
| T     | Inde        | Vadodara - Bombay     | Vadodara - Bombay     | 430 km   |
| 12    | Inde        | Bombay                | Studio de Bollywood   | 80 km    |
| Total | Total       | Total                 | Total                 | 7 500 km |

## Le parcours
Le parcours est de Pékin (Chine) à Bombay (Inde).
Les différentes étapes
- Étapes en  Chine :
  - 1re étape (Départ de Pékin !) : Pékin - Baoding - Xibaipo
  - 2e étape (La route du Yang Tsé : De Xibaipo à Xian/ De Wanyuan à Yichang) : Xibaipo - Pingyao - Xi'an
  - 3e étape (La route du Yang Tsé : De Xibaipo à Xian/ De Wanyuan à Yichang) : Wanyuan - Wanzhou - Yichang
  - 4e étape (A la découverte des traditions ancestrales de Chine du Sud : De Yichang à Longcheng/ De Longcheng à Guangzhou) : Yichang - Fenghuang - Longcheng
  - 5e étape (A la découverte des traditions ancestrales de Chine du Sud : De Yichang à Longcheng/ De Longcheng à Guangzhou) : Longcheng - Xingping - Canton
  - 6e étape (Course aux passeports effrénée à travers Hong Kong) : Hong Kong
- Étape au  Népal :
  - 7e étape (La magie du Népal) : Katmandou - Bharatpur - Lumbini
- Étapes en  Inde :
  - 8e étape (L'Inde, un autre monde) : Gorakhpur - Varanasi - Khajuraho
  - 9e étape (Course poursuite au pays des Maharadjahs) : Khajuraho - Orchha - Agra - Jaïpur
  - 10e étape (Perdues dans le terrible désert Thar du Rajasthan) : Jaisalmer - Devikot - Désert du Rajasthan - Vinjorai - Palanpur
  - 11e étape (Demi-finale : Destination Bombay !) : Palanpur - Jhinjhuvada - Vadodara
  - 12e étape (Finale trépidante à Bombay !) : Bombay

## Les règles du jeu

### Les épreuves d'immunité
Au milieu de chaque étape, il y a une épreuve d'immunité. L'équipe qui remporte l'épreuve ne peut pas être éliminée à la fin de l'étape.
- Étape 1 : Parc du Lotus à Baoding,  Chine
  - Participants : Monique et Séfora - Thomas et Élie - Mehdy et Laurent - Tibert et Nicole - Nadine et Sylvie - Émilie et Sébastien - Guillaume et Nathalie - Nelly et Fabien
- Étape 2 : Cité médiévale de Pingyao,  Chine
  - Participants : Monique et Séfora - Tibert et Nicole - Nelly et Fabien
- Étape 3 : Le fleuve Yangtsé, Wanzhou,  Chine
  - Participants : Nelly et Fabien - Thomas et Élie - Rosalyne et Candice
- Étape 4 : Rive de la rivière Tuojiang à Fenghuang,  Chine
  - Participants : Thomas et Élie - Monique et Séfora - Geoffroy et Denis - Guillaume et Nathalie -
- Étape 5 : La rivière Li, Xingping,  Chine
  - Participants : Rosalyne et Candice - Nadine et Sylvie - Nelly et Fabien
- Étape 6 : Étape spéciale avec 2 courses à l'immunité
  - Lieu : Un promontoire face à la baie de Hong Kong,  Chine
  - Immunisé : Thomas et Élie - Tibert et Nicole - Nelly et Fabien - Rosalyne et Candice - Guillaume et Nathalie
  - Lieu : La Hong Kong Bank,  Chine
  - Manche 1 : Thomas et Élie - Tibert et Nicole - Nelly et Fabien - Guillaume et Nathalie
  - Manche 2 : Thomas et Élie - Tibert et Nicole - Guillaume et Nathalie
  - Manche 3 - Immunisé : Tibert et Nicole - Guillaume et Nathalie
- Étape 7 : Terrain de polo à Bharatpur,  Népal
  - Participants de la manche 1 : Geoffroy et Denis - Nadine et Sylvie - Rosalyne et Candice - Tibert et Nicole - Thomas et Élie - Nelly et Fabien
  - Participants de la manche 2 : Geoffroy et Denis - Thomas et Élie - Nelly et Fabien
- Étape 8 : Rive du Gange à Varanasi,  Inde
  - Participants : Geoffroy et Denis - Nelly et Fabien
- Étape 9 : Le temple Ram Raja, Orchha,  Inde
  - Participants : Rosalyne et Candice - Nadine et Sylvie
- Étape 10 : Oasis de Dangri, Désert de Thar,  Inde
  - Participants : Nelly et Fabien - Rosalyne et Candice
- Étape 11 : Épreuve spéciale, le gagnant remporte une extra-amulette de 10 000€
- Lieu : Mine de sel à Jhinjhuvada,  Inde
  - Participants : Nadine et Sylvie - Rosalyne et Candice - Nelly et Fabien

### Les règles traditionnelles

#### Le drapeau rouge
Le drapeau rouge est une arme redoutable qui permet à l’équipe qui le possède de "régler" en quelque sorte la course et l'avancée des équipes. Dès que l’équipe en sa possession croise une autre équipe, elle peut agiter le drapeau et immobiliser l'équipe cible pendant un quart d'heure. L'équipe peut l’utiliser autant de fois qu’elle le souhaite jusqu’à la fin de l’étape en cours. Ce drapeau est apparu lors de la 4e étape, après la mise aux enchères du drapeau, Sylvie et Nadine ont été les seuls à dépenser beaucoup d'argent pour pouvoir le récupérer. Elles vont s'en servir à trois reprises contre Monique et Séfora, ce qui va créer de vives tensions entre elles, surtout que dans un même temps elles décident de ne pas l'utiliser contre Tibert et Nicole, Guillaume et Nathalie et Rosalyne et Candice qui vont faire la route avec elles. Ce drapeau leur a permis de finir en 1re position de l'étape.

#### Les équipes mixées
Lors d'une étape prédéterminée, les équipes seront mixées : 2 candidats de binôme différent devront faire la course ensemble sachant que l'un sera pousseur et devra arriver le plus vite possible sur la ligne d'arrivée pour éviter l'élimination avec son binôme d'origine, mais l'autre sera ralentisseur et peut user de tous les moyens pour ralentir le pousseur auquel il est confronté. La seule façon pour un ralentisseur d'être sûr de ne pas être éliminé est de se trouver derrière son coéquipier, pousseur de quelqu'un d'autre. Le pousseur qui arrivera en dernière position entraînera son coéquipier d'origine dans sa chute, son équipe primitive sera éliminée.
Lors de la 7e étape, la règle des équipes mixées refait surface. Alors qu'ils avaient remporté le droit de survoler l’Himalaya, Nadine et Sylvie ainsi que Thomas et Élie ont dû créer de nouveaux binômes. Seul Thomas et Élie, qui ont remporté l'immunité, ne seront pas mixés.
Rosalyne et Denis
Tibert et Candice
Geoffroy et Fabien
Sylvie et Nicole
Nelly et Nadine
Le classement final de cette étape:
Rosalyne et Denis (qui qualifie Candice)
Sylvie et Nicole (qui qualifie Nadine)
Nelly et Nadine (qui qualifie Fabien)
Geoffroy et Fabien (qui qualifie Denis)
Tibert et Candice (Tibert et Nicole sont éliminés)
Thomas et Élie (sont immunisés)

#### Les handicaps
- Étape 4 : Thomas et Élie sont classés avant-derniers de cette étape mais les derniers bénéficient de l'immunité (Geoffroy et Denis). De plus, cette étape fut spéciale car l'équipe Nadine et Sylvie ont pu gagner un drapeau rouge permettant d'immobiliser les autres équipe pendant 15 minutes. À ce jeu, ce sont donc Thomas et Élie qui perdent, mais ils auront un handicap lors de la 5e étape. Leur handicap fut un bocal d'eau avec un poisson à ramener intact.
- Étape 10 : Nelly et Fabien sont arrivés derniers de cette étape et devront, lors de l'étape suivante, courir avec un handicap de poids : un sac encombrant de 20 kg de coton. Ce handicap leur sera fatal car ils seront éliminés à l'issue de la 11e étape.

#### Défi Morning Live
Une semaine après la diffusion de la finale, toutes les équipes sont invitées à une course de 5 matinées dans 4 villes françaises. Rosalyne et Candice remportent le jeu, qui était sans valeur, elles remportent un simple trophée. Il n'était pas question d'argent, simplement une course de quelques heures dans ces quatre villes.
| 1re | Rosalyne et Candice   | 25 / 25 | Amies         | 4e  | 3e  | 3e  | 1er |  |
| 2e  | Émilie et Sébastien   | 24 / 32 | Amoureux      | 2e  | 2e  | 1er | 2e  |  |
| 3e  | Thomas et Élie        | 20 / 21 | Amis          | 7e  | 1er | 2e  | 3e  |  |
| 4e  | Nelly et Fabien       | 28 / 22 | Frère et sœur | 5e  | 5e  | 4e  |     |  |
| 5e  | Monique et Séfora     | 57 / 18 | Mère et fille | 1er | 4e  | 5e  |     |  |
| 6e  | Tibert et Nicole      | 63 / 59 | Amoureux      | 6e  | 6e  |     |     |  |
| 7e  | Guillaume et Nathalie | 30 / 38 | Inconnus      | 3e  | 7e  |     |     |  |
| 8e  | Nadine et Sylvie      | 43 / 39 | Cousines      | 8e  |     |     |     |  |
| 9e  | Mehdy et Laurent      | 31 / 26 | Amis          | 9e  |     |     |     |  |
| 10e | Geoffroy et Denis     | 30 / 40 | Amis          | 10e |     |     |     |  |
| 11e | Cécilie et Georges    | 28 / 69 | Père et fille | 11e |     |     |     |  |

#### Le trek
Dans chaque Pékin Express, il y a traditionnellement l'épreuve physique du trek qui, cette année, a vu s'affronter trois équipes lors de la demi-finale dans le terrible Désert du Thar, dans le Rajasthan, en Inde.
Deux équipes ont également effectué un trek, mais davantage touristique que réellement sportif, dans l'Himalaya, afin de profiter de leur bonus de pouvoir petit-déjeuner au sommet des montagnes, au Népal, et ensuite survoler toute la chaîne en avion .

## Audimat
| Épisode | Jour et horaire de diffusion      | Nb. de téléspectateurs en million(s) | Parts de marché (sur les 4 ans et plus) | Référence |
| ------- | --------------------------------- | ------------------------------------ | --------------------------------------- | --------- |
| 1       | Mardi 20 mars 2007 (20:40-22:35)  | 4 092 000                            | 15 %                                    | [ 1 ]     |
| 2       | Mardi 27 mars 2007 (20:40-22:30)  | 3 800 000                            | 15,7 %                                  |           |
| 3       | Mardi 3 avril 2007 (20:40-22:30)  | 3 924 000                            | 17,2 %                                  | [ 2 ]     |
| 4       | Mardi 10 avril 2007 (20:40-22:40) | 3 600 000                            | 14,6 %                                  |           |
| 5       | Mardi 17 avril 2007 (20:40-22:40) | 3 684 000                            | 15,4 %                                  |           |
| 6       | Mardi 24 avril 2007 (20:40-22:40) | 4 100 000                            | 16,7 %                                  | [ 3 ]     |
| 7       | Mardi 1er mai 2007 (20:40-22:35)  | 3 800 000                            | 14,8 %                                  |           |
| 8       | Mardi 8 mai 2007 (20:45-22:35)    | 3 910 000                            | 14,7 %                                  | [ 4 ]     |
| 9       | Mardi 15 mai 2007 (20:45-22:45)   | 4 100 000                            | 16,6 %                                  | [ 5 ]     |
| 10      | Mardi 22 mai 2007 (20:45-22:50)   | 3 900 000                            | 14,7 %                                  | [ 6 ]     |
| 11      | Mardi 29 mai 2007 (20:45-22:50)   | 3 740 000                            | 14,7 %                                  | [ 6 ]     |
| 12      | Mardi 5 juin 2007 (20:45-22:50)   | 3 570 000                            | 15,2 %                                  | [ 6 ]     |

Légende
- plus hauts scores d'audiences
- plus bas scores d'audiences